# Balyan

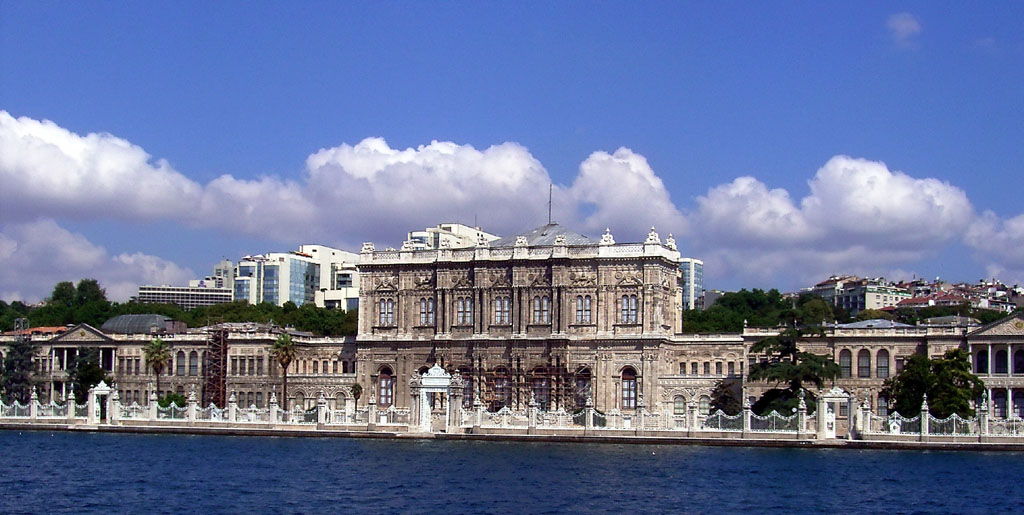
Dolmabahçepalatset, ritat av den en i den armeniska Balyanfamiljen, sett från Bosporen i Istanbul.

Balyan, alternativ stavning Baljan eller Balian, var en armenisk arkitektfamilj i osmanska riket. I familjen ingår:
- Bali (aka Balen) (? – 1725)
- Magar Balyan
- Krikor Amira Balyan(1764–1831)
- Senekerim Balyan (1768–1833)
- Garabet Amira Balyan (1800–1866)
- Nigoğayos Balyan (1826–1856)
- Levon Balyan (1855-?)
- Sarkis Balyan (1835–1899)
- Hagop Balyan (1838–1875)
- Simon Balyan (?-1894)

## Balyanfamiljen har bland annat ritat
- Beylerbeyipalatset, Istanbul, Turkiet
- Dolmabahçepalatset, Istanbul, Turkiet
- Yildizpalatset, Istanbul, Turkiet
- Çırağanpalatset